# 塔公镇 (康定市)

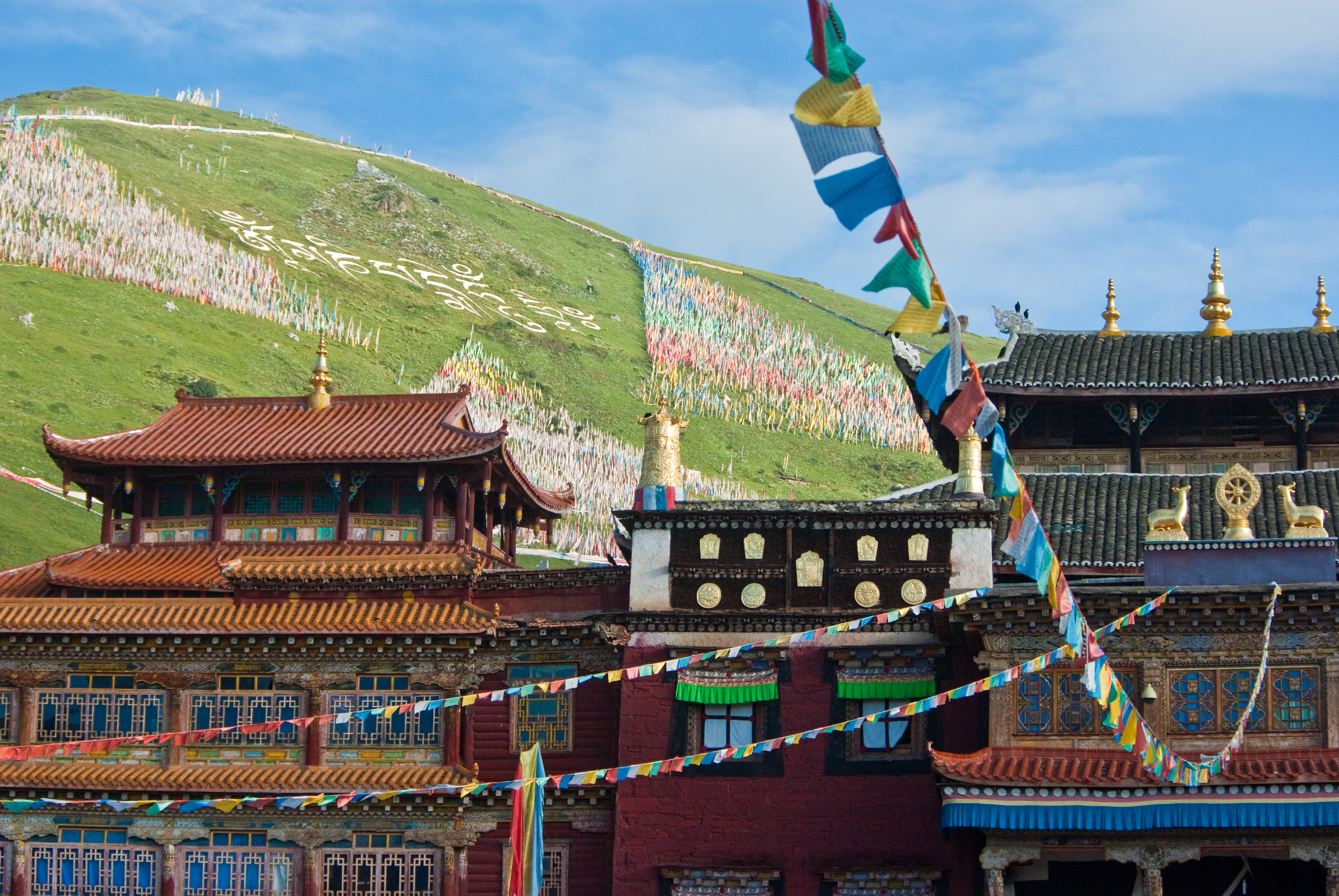
塔公寺

塔公镇（藏語：ལྷ་སྒང་།，威利转写：lha sgang，藏语拼音：Lhagang）位于中华人民共和国四川省甘孜藏族自治州康定市北部，是一个纯牧业乡。“塔公”一词为藏语，意为菩萨喜欢的地方。境内有塔公寺以及塔公平原，美丽的山川、草原与寺庙构成了风景区。塔公寺是康区著名的藏传佛教萨迦派寺庙。电影天下无贼曾在此取景。

## 行政区划
塔公镇下辖以下地区：
夏马龙村、色曲卡村、多日阿嘎莫一村、多日阿嘎莫二村、江巴村、各日马村、龙古一村、龙古二村、西雅村、塔克村、香弄村、八郎生都村、贡布村、姑弄村、日沙一村、日沙二村、日沙三村和塔公村。